# 明初十才子
明初十才子之稱，是指明朝洪武年間的十位大文人。

## 歷史
明初十才子最早見於明初呂敏的《題徐幼文惠山圖》：“徐幼文居姑蘇北郭，時稱‘十才子’，幼文其一也。”十才子有：张羽、楊基、高啟、徐賁、王行、杜寅、張適、梁時、浦源、方彝、錢復等十人。明朝十才子之名目眾多，景泰與弘治年間皆有十才子之目，故洪武朝的十才子又稱明初十才子，又號北郭十友。